# Stanford Social Innovation Review
Stanford Social Innovation Review — ежеквартальный журнал и сайт о социальных инновациях, который публикуется Стэнфордским Центром Филантропии и гражданского общества в Стэнфордском университете. Журнал охватывает широкий круг вопросов, в том числе некоммерческое управление, филантропию, корпоративное гражданство, социальные изменения. Он публикует широкий спектр связанных видео, вебинары и подкасты.
Издание было основано в 2003 году Центром социальных инноваций (CSI, грантополучателем Hewlett Foundation) в Стэнфордской высшей школе бизнеса. Сегодня SSIR распространяет печатную версию в более чем 400 торговых точках на территории Канады и США.
SSIR публикует In-Depth Series в партнёрстве с такими организациями, как Bridgespan Group, Mission Investors Exchange, BBB's Give.org, Third Sector Capital Partners и Communications Network.

## Миссия
SSIR существует для продвижения, обучения, вдохновения в сфере социальных инноваций через поиск, культивацию и распространение лучших научных и практических знаний.

## История и последствия
SSIR был запущен в 2003 году Центром Социальных Инноваций (CSI) в Стэнфордской Высшей школе бизнеса. Начиная с 2010 года, SSIR публиковался в Стэнфордском центре по благотворительности и гражданскому обществу (PACS).
Такие понятия и феномены как «цикл голодания НКО» (англ. nonprofit starvation cycle) и коллективное воздействие, были впервые выделены SSIR в 2009 и 2011 годах соответственно. Последний термин был введён Джоном Канья (англ. John Kania) и Марком Крамаром (англ. Mark Kramar) в статье под названием «Коллективное воздействие» и стал «модным словом» под номером два в 2011 году по версии Chronicle of Philanthropy. Его также признал Совет Белого дома по общественным решениям.

## Текущая деятельность
С 2006 года, SSIR проводит ежегодную конференцию Института некоммерческого управления, двухдневную конференцию для старших руководителей некоммерческих организаций. В 2015 году SSIR начал проводить свою ежегодную конференцию Data on Purpose, которая впоследствии была объединена с конференцией Do Good Data в 2017 году. В 2016 году в SSIR прошли первые «Границы социального инновационного развития», форум для глобальных лидеров. SSIR также стал организатором SSIR Live — серии веб-семинаров с 2009 года.

## Награды
SSIR становился победителем нескольких премий Maggie Awards как «Лучший ежеквартальник» (2010, 2011, 2012, 2013, 2014) и получил награду за «Лучшие веб-публикации» (2016), удостаивался Eddie Awards (2011, 2014), Ozzie Awards за сайт (2014) и min’s Best of the Web Awards за редизайн (2013).